# Fred Richard
Frederick Nathaniel Richard (Boston, 23 de abril de 2004) é um ginasta artístico estadunidense.

## Início da vida
Richard nasceu em 23 de abril de 2004, em Boston, Massachusetts. Seu pai, Carl, é haitiano e sua mãe, Ann-Marie Richard, é dominicana. Ele tem dois irmãos e uma irmã: Carlton, Alexandra e Kevin. Ele começou na ginástica aos quatro anos. Ele era filiado à Massachusetts Elite Gymnastics Academy e frequentou a Stoughton High School. Mais tarde, ele frequentou a Universidade de Michigan, onde continuou a praticar ginástica.

## Carreira
Richard competiu em seu primeiro Campeonato Nacional de nível de elite em 2019. Ele ficou em oitavo lugar no geral, mas ganhou o bronze no exercício de solo atrás de Nick Kuebler e Khoi Young. Ele foi adicionado à seleção nacional júnior pela primeira vez. Em 2020, Richard competiu na Elite Team Cup e na Winter Cup. Ele terminou em terceiro lugar nesta última, atrás de Fuzzy Benas e Asher Hong. A maioria das competições para o resto do ano foi cancelada ou adiada devido à pandemia global de COVID-19. Richard voltou a competir no Campeonato Nacional de 2021, onde ganhou o título júnior geral. Ele foi nomeado para a equipe para competir no Campeonato Pan-Americano Júnior. Enquanto estava lá, ele ajudou os Estados Unidos a ganhar o ouro como equipe. Ele ganhou o ouro no geral e no salto e na barra horizontal. Além disso, ele ganhou prata no solo e bronze nas argolas.
Richard tornou-se elegível por idade para competir no nível sênior em 2022, mas permaneceu no nível júnior em competições internacionais. Richard competiu no DTB Pokal Team Challenge, onde ajudou os Estados Unidos a terminar em primeiro como uma equipe. Individualmente, ele ganhou ouro no salto e barras paralelas e ficou em quinto lugar no exercício de solo. Mais tarde no ano, Richard competiu no Campeonato Pan-Americano, onde mais uma vez liderou os Estados Unidos ao ouro por equipe e venceu individualmente a competição geral. Durante as finais do evento, Richard ganhou ouro no exercício de solo, argolas e salto, prata nas barras paralelas e bronze no cavalo com alças.
Em junho de 2024, Richard competiu nas seletivas olímpicas dos EUA, onde ficou em primeiro lugar no geral (170.500), em terceiro no solo (28.700), nono no cavalo com alças (27.050), sétimo nas argolas (27.650), segundo nas barras paralelas (29.850) e primeiro na barra horizontal (28.850). Em 29 de junho, ele foi nomeado para a equipe olímpica dos EUA para competir nos Jogos Olímpicos de 2024 ao lado de Asher Hong, Paul Juda, Brody Malone e Stephen Nedoroscik. Durante a fase de qualificação, Richard competiu em todos os aparelhos, ajudando os EUA a se classificarem para a final da equipe em quinto lugar; individualmente, ele se classificou para a final geral em décimo lugar e foi o terceiro reserva para a final da barra horizontal. Durante a final da equipe, ele contribuiu com pontuações no exercício de solo, argolas, barras paralelas e barra horizontal para a medalha de bronze dos EUA. Na final geral, Richard terminou em décimo quinto lugar após desempenhos instáveis no cavalo com alças e no exercício de solo.